# Ріпосто
Ріпосто (італ. Riposto, сиц. Ripostu) — муніципалітет в Італії, у регіоні Сицилія,  метрополійне місто Катанія.
Ріпосто розташоване на відстані близько 520 км на південний схід від Рима, 170 км на схід від Палермо, 27 км на північний схід від Катанії.
Населення — 14 819 осіб (2014).

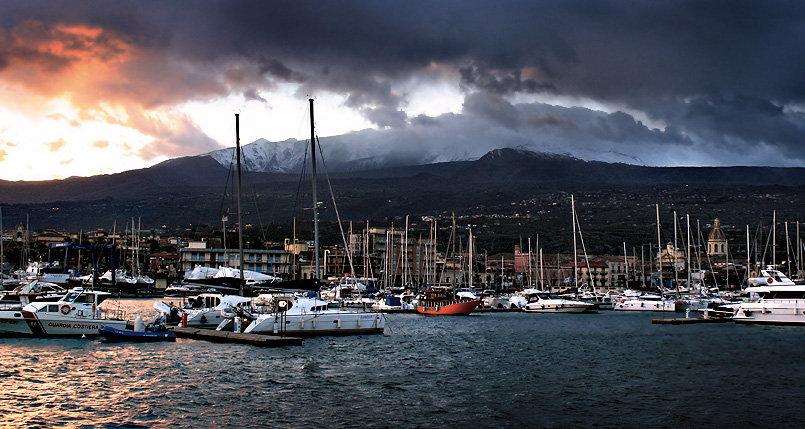

Щорічний фестиваль відбувається 29 червня. Покровитель — святий Петро.

## Демографія
Населення за роками:

Станом на 1 січня 2023 року в муніципалітеті офіційно проживало 517 іноземців з 52 країн, серед них 264 громадяни країн Євросоюзу та 15 громадян України.

## Уродженці
- Франческо Калі (*1882 — †1949) — італійський футболіст, захисник, нападник, згодом — футбольний тренер.

## Сусідні муніципалітети
- Ачиреале
- Джарре
- Маскалі